# Chữ Khmer
Chữ Khmer (tiếng Khmer: អក្សរខ្មែរ, đã Latinh hoá: Aksa Khmae; IPA: [ʔak.ˈsɑː kʰmae]) là hệ thống chữ viết abugida dùng để viết tiếng Khmer. Loại chữ này còn được dùng để chép kinh Phật giáo Nam tông tiếng Pali dùng trong các nghi lễ Phật giáo ở Campuchia và Thái Lan.
Chữ Khmer được viết từ trái sang phải. Các từ trong cùng một câu hay một ngữ không được ngăn cách bằng khoảng trắng. Một tổ hợp phụ âm được tạo thành bằng cách "chồng" các mẫu tự phụ âm lên nhau, trong đó các mẫu tự phụ âm thứ 2 và thứ 3 được viết dưới dạng giản lược và đặt phía dưới (còn gọi là gửi chân) mẫu tự phụ âm đầu tiên của cụm. Bảng mẫu tự Khmer truyền thống có 35 mẫu tự phụ âm, trong đó chỉ có 33 mẫu tự được sử dụng để viết tiếng Khmer hiện đại. Mỗi một mẫu tự đại diện cho một phụ âm kèm với một nguyên âm mặc định theo sau (hoặc là â, hoặc là ô); trong nhiều trường hợp, khi dấu phụ nguyên âm không được đặt sát mẫu tự phụ âm thì nguyên âm mặc định sẽ được phát âm sau phụ âm đó.
Bảng mẫu tự Khmer cũng có các nguyên âm độc lập (tức không tồn tại dưới dạng dấu phụ). Tuy vậy thì nguyên âm không độc lâp xuất hiện nhiều hơn (dưới dạng dấu phụ hoặc không có dấu phụ), và nguyên âm nào được phát âm thì sẽ phụ thuộc vào phụ âm hoặc tổ hợp phụ âm mang dấu phụ nguyên âm. Phần lớn các dấu phụ nguyên âm đại diện cho 2 nguyên âm và thường tùy thuộc vào phụ âm mang dấu phụ ấy. Ngoài ra còn tồn tại một số dấu phụ khác dùng để điều chỉnh cách phát âm của nguyên âm hay phụ âm. Bảng mẫu tự Khmer cũng có các chữ số và dấu câu đặc trưng.

## Nguồn gốc

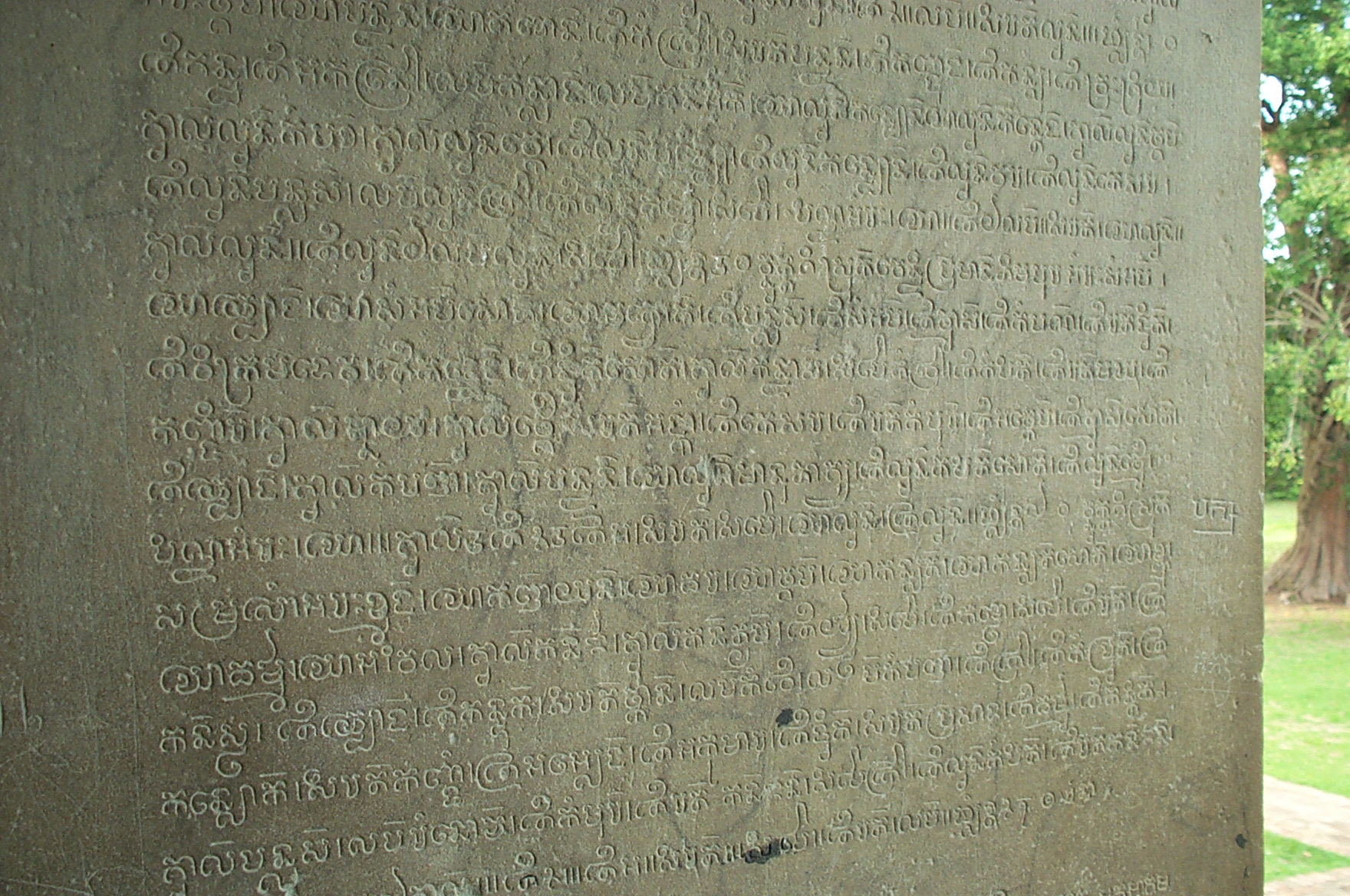
Chữ Khmer khắc trên bia đá

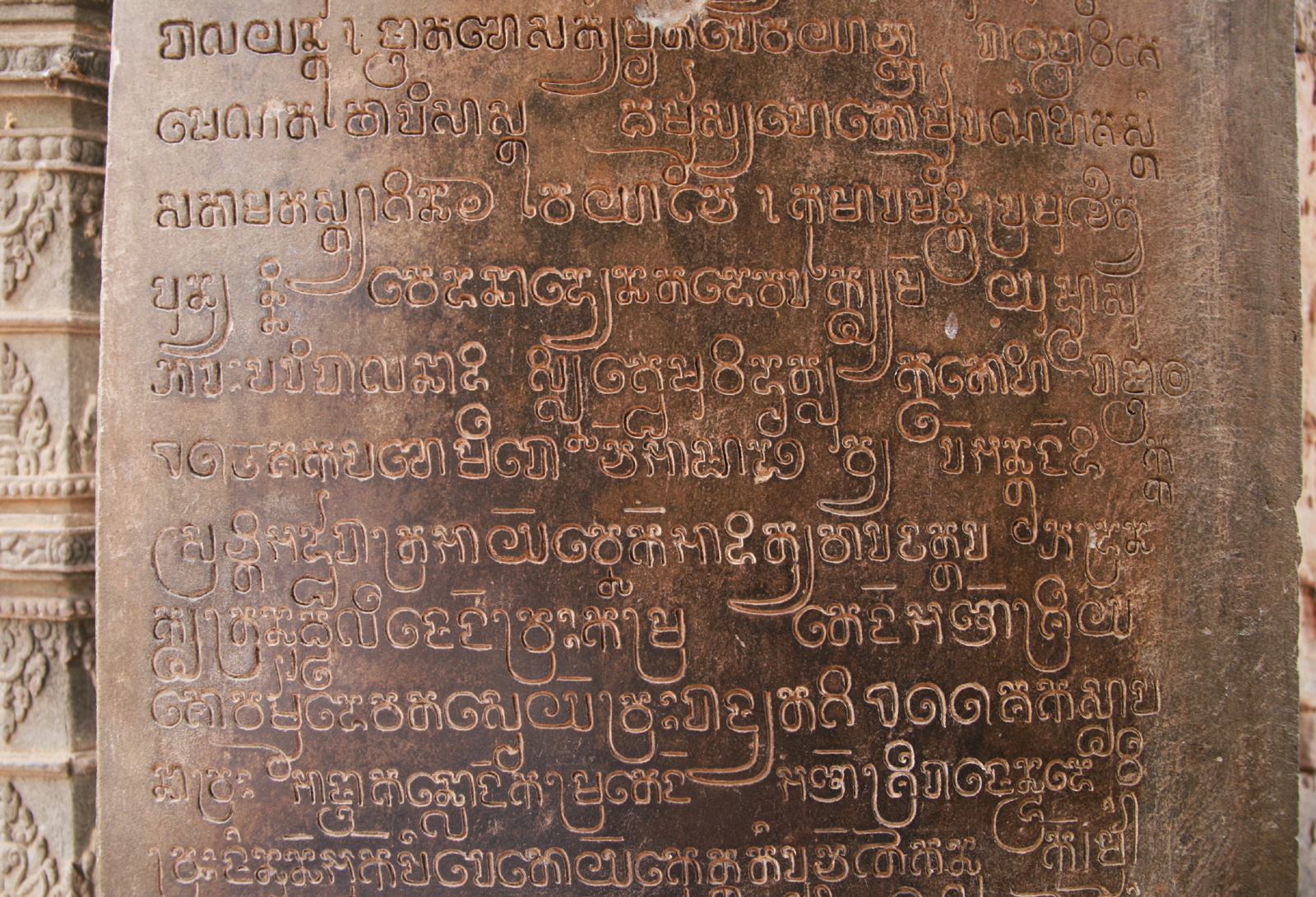
Bản khắc chữ Khmer tại đền Lolei